# طرخشقون آيسلندي
طرخشقون آيسلندي (الاسم العلمي:Taraxacum islandicum) هو نوع من النباتات يتبع جنس الطرخشقون من الفصيلة النجمية. سمي هذا النوع نسبةً إلى آيسلندا.